# Celerena restricta
Celerena restricta là một loài bướm đêm trong họ Geometridae.